# Katja Woywood
Katja Woywood, właściwie Kathinka Wozichewski (ur. 10 maja 1971 w Berlinie Zachodnim) – niemiecka aktorka telewizyjna.

## Kariera
W 1985 zadebiutowała na małym ekranie w filmie telewizyjnym ZDF Ich knüpfte manche zarte Bande u boku Siegfrieda Raucha. Wystąpiła potem gościnnie w wielu serialach niemieckich, w tym  Hotel Paradies (1990), Miejsce zbrodni (1991, 1996, 1998), Górski lekarz (2010) czy Rosamunde Pilcher: Spotkanie klasowe (Rosamunde Pilcher: Nie wieder Klassentreffen, 2017) jako Kate Stuart. W roku 2009 przyjęła rolę szefowej Kim Krüger w serialu kryminalnym RTL Kobra – oddział specjalny, za którą w 2014 zdobyła nominację do nagrody Bambi.

## Życie prywatne
W sierpniu 1998 poślubiła Marco Girntha. Mają syna Niklasa. Zamieszkali w Berlinie.